# Миролюбовка (Житомирский район)
Миролю́бовка (укр. Миролюбівка) — село на Украине, находится в Житомирском районе Житомирской области.
Код КОАТУУ — 1822085001. Население по переписи 2001 года составляет 629 человек. Почтовый индекс — 12453. Телефонный код — 412. Занимает площадь 1,284 км².

## Адрес местного совета
12453, Житомирская область, Житомирский р-н, с. Миролюбовка, ул. Петровского, 1б